# Галина, Мария Семёновна
Мари́я Семёновна Га́лина (род. 10 ноября 1958, Калинин) — русско-украинская поэтесса, писательница-прозаик и фантаст, критик, переводчик украинского происхождения. Кандидат биологических наук. Лауреат премии «Странник» и Большой премии «Московский счёт» (2006). Жена поэта Аркадия Штыпеля.

## Биография
Родилась в Калинине (ныне Тверь). До 1968 года жила в Киеве, затем в Одессе. Окончила биологический факультет Одесского университета и аспирантуру по специальности «гидробиология, ихтиология». Считает себя одесситкой.
С 1987 года проживала в Москве. Защитила кандидатскую диссертацию на тему «Эколого-биохимические особенности гемолимфы черноморских мидий в норме и при воздействии загрязнителей», работала в НИИ гидробиологии[уточнить], в 1994 году по контракту — в Бергенском университете (Норвегия), где занималась проблемами окружающей среды и исследованием популяции лососевых рыб.
С 1995 года оставила науку, став профессиональным литератором. С 1998 по 2001 год работала в отделе литературы «Литературной газеты», вела полосу фантастики и поэтическую рубрику «поэзия non-stop». В начале 2000-х гг. сотрудничала с издательством «Форум» — в качестве редактора-составителя серии интеллектуальной фантастики «Другая сторона», несколько лет была главным редактором книжного дайджеста «Библио-Глобус». В 2005—2022 гг. работала в журнале «Новый мир», где вела постоянные рубрики «Фантастика/Футурология» (2010—2014) и «Hyperfiction» (2015—2022). Неоднократно входила в жюри различных премий, в частности в экспертный совет премии «Большая книга» и жюри литературной премии «Дебют» (2007).
В 2022 году, накануне полномасштабного вторжения России на Украину, вернулась на Украину — по её словам, «чтобы быть с моим народом». Живёт в Одессе.

## Творчество
Галина — автор нескольких поэтических сборников, немалого количества стихотворных произведений, печатавшихся в периодических изданиях. Первые стихотворения Марии Галиной опубликованы в одесской многотиражной газете «Антарктика»; дебютная публикация в центральной печати — в журнале «Юность» в 1990 году. В 1997 году под псевдонимом Максим Голицын опубликовала свой первый фантастический роман «Время побежденных». В 2000-е годы опубликовала несколько книг в жанрах фэнтези и сатирической научной фантастики под своим именем: «Покрывало для Аваддона» (2002), «Прощай, мой ангел» (2002), «Волчья звезда» (2003), «Гиви и Шендерович» (2004), «Хомячки в Эгладоре» (2005), «Берег ночью», «Малая Глуша», под именем «Максим Голицын» — «Глядящие из темноты. Хроники Леонарда Калганова, этнографа» (2004). В 2010-е годы под настоящим именем вышли книги «Красные волки, красные гуси», «Медведки», «Куриные боги», «Автохтоны». Также в 2010-е годы повесть «Покрывало для Аваддона» вошла в шорт-лист премии имени Аполлона Григорьева, вручаемой Академией русской современной словесности. Галина отмечала: «Я считаю, что имею право называть себя учеником Стругацких. И потому, что их книги меня сформировали не только как фантаста, но и как человека».
Мария Галина написала множество статей, публиковавшихся в «Литературной газете», журналах «Новый мир», «Знамя». Также сотрудничала с журналами «Если», «Сверхновая фантастика», «Вопросы литературы», «Реальность фантастики», газетами ExLibris и «Известия» и т. д. Как критик известна в основном публикациями, посвящёнными фантастике и поэзии.
Переводила прозу англоязычных авторов, в том числе Стивена Кинга, Джека Вэнса, Эдвина Табба, Клайва Баркера, Питера Страуба, а также стихи современных украинских и британских поэтов.
Проза Марии Галиной переведена на итальянский, английский, польский и украинский языки, стихи — на английский, словацкий, словенский, венгерский, украинский, латышский и др.

## Общественная позиция
В 2013 году подписала открытое письмо «Российские писатели — Евромайдану»

## Награды
- 2003 — «Серебряный кадуцей» «Звёздного моста» за критические статьи и рецензии.
- 2004 — диплом журнала «Если» (приз читательских симпатий) за статью «В поисках чуда» (соавтор Виталий Каплан).
- 2005 — диплом журнала «Если» за статью «Несуществующие существа».
- 2005 — «Портал» за роман «Гиви и Шендерович».
- 2006 — «Anthologia» и «Московский счёт» за книгу стихов «Неземля»[15].
- 2007 — «Мраморный фавн» за рассказ «Спруты».
- 2008 — «Бронзовая улитка» за рассказ «Поводырь».
- 2008 — «Мраморный фавн» за повесть «История второго брата».
- 2009 — «Серебряный кадуцей» «Звёздного моста» за роман «Малая Глуша».
- 2009 — «Золотой Роскон» за статью «Прощание с невинностью».
- 2009 — «Малая Филигрань» за рассказ «Контрабандисты».
- 2009 — «Портал» и «Мраморный фавн» за рассказ «В плавнях».
- 2009 — «Мраморный фавн» за повесть «Малая Глуша» (вторая часть одноимённого романа).
- 2010 — «Портал», «Книга года» по версии «Фантлаба» и «Мраморный фавн» за роман «Малая Глуша».
- 2011 — «Бронзовая улитка» за рассказ «Добро пожаловать в прекрасную страну!».
- 2011 — «Мраморный фавн» за рассказ «Подземное море».
- 2011 — «Большой Зилант» за роман «Хомячки в Эгладоре».
- 2012 — «Странник» в номинации «Необычная идея», «Филигрань», второй приз читательских симпатий «Большой книги», «Книга года» по версии «Фантлаба» и «Мраморный фавн» за роман «Медведки».
- 2012 — «Портал» за статью «В конце было слово».
- 2013 — «Портал» за повесть «Куриный бог».
- 2013 — «Портал» за рассказ «Ригель».
- 2014 — Stalker (Эстония) за лучший переводной рассказ («В плавнях»).
- 2014 — «Московский счет» за роман в стихах «Всё о Лизе».
- 2016 — шортлист премии Норы Галь за «Лучший короткий перевод с английского на русский» книги «Железный человек» (Тед Хьюз).
- 2016 — «Филигрань» за роман «Автохтоны».
- 2018 — Международная литературная премия имени А. и Б. Стругацких за цикл статей «Hyperfiction».
- 2019 — «Неистовый Виссарион» за книгу «Hyperfiction[укр.]».
- 2025 —  Премия «Дар» (2025) за книгу «Возле войны. Одесса. Февраль 2022 — лютый 2023» (отказалась)[16].